# Parafia św. Wawrzyńca w Czerniejowie
Parafia św. Wawrzyńca – parafia rzymskokatolicka położona na terenie gminy Jabłonna w województwie lubelskim. 
Parafia została erygowana w 1612. Początkowo Czerniejów należał do parafii Krężnica Jara (XVI w.). Na początku XVII w. wybudowano świątynię.
W skład parafii wchodzą miejscowości: Czerniejów, Czerniejów-Kolonia, Głuszczyzna, Skrzynice-Kolonia, Skrzynice Pierwsze, Skrzynice Drugie.
Kościół wpisany jest na listę zabytków NID A/62 z 1 lipca 1957 i cmentarz przykościelny z 26 listopada 1966.